# Робинсвил (Њу Џерзи)
Робинсвил (енгл. Robbinsville) насељено је место без административног статуса у америчкој савезној држави Њу Џерзи.

## Демографија
По попису из 2010. године број становника је 3.041.
| Група             | 2000.    | 2010.         |
| Белци             | 0 (0,0%) | 2.120 (69,7%) |
| Афроамериканци    | 0 (0,0%) | 93 (3,1%)     |
| Азијати           | 0 (0,0%) | 636 (20,9%)   |
| Хиспаноамериканци | 0 (0,0%) | 127 (4,2%)    |
| Укупно            | 0        | 3.041         |